# مسجد الفكهاني
مسجد الفكهاني أو مسجد الأفخر أنشأه في الأصل الخليفة الفاطمي الظافر بأمر الله أبو منصور إسماعيل بن الحافظ لدين الله سنة 543 هـ (1148م)، ويقع حاليا بشارع المعز لدين الله. وبنى بأسفله حوانيت فكان من الجوامع المعلقة. وقرر به دروساً لتحفيظ القرآن الكريم يقوم عليها فقهاء ومعلمين. وفي القرن الخامس عشر الميلادي (أواخر التاسع الهجري) اهتم الأمير المملوكي يشبك بن مهدى أحد أمراء السلطان قايبتاى (1468 -1496م) بترميم الجامع وزخرفته أزال من حوله المباني التي كانت تحجبه. وفي سنة 1736م (1148هـ) كان الجامع قد أوشك على التهدم فقام الأمير أحمد كتخدا مستحفظان الخربوطلي بهدمه وأعاد بناءه من جديد.